# 小林あずさ
小林 あずさ（こばやし あずさ、1975年10月26日-）は、神奈川県出身の元青森放送アナウンサー、タレント。

## 来歴・人物
日本大学卒。1998年青森放送アナウンサーとして入社。同期は田中次郎。

報道からバラエティまで活躍し2003年に退社。以後ヒラタオフィスに移籍して、フリーアナウンサーとして活躍する傍ら、映画「ZONE2／種蒔く人」、@ff第15回記念あおもり映画祭にて上映された「君と過ごす」、CS日本のドラマ「注文の多い料理店」（主演）など女優業やテレビコマーシャルにも多数出演している。
所属事務所は株式会社CESに所属していいたが現在はフリー。
THE BLUE HEARTS・THE HIGH-LOWSのファンである。

## 主な出演

### 青森放送アナウンサー時代

#### テレビ
- 東奥日報ニュース
- RABニュースレーダー
- 生テレビ（料理コーナー）
- 江奈滋家の食卓

#### ラジオ
- 東奥日報ニュース
- ナイスミドル!?天下無敵のサラリーマン
- 歌のない歌謡曲
- おはようワイドあおもり
- ナイトブリッジ・フォー・ユーあずさのおやすみモード
- AZモード

### 青森放送退社以降

#### テレビ
- 素敵にガーデニングライフ（NHKBShi、BS2）
- トミカヒーロー レスキューファイアー （2010年、テレビ愛知）
第40話「名古屋シティで超火災?レスキューファイアー、緊急出場」 - 長沼アズサ役
- バツコイ 第7話（2024年12月1日、BSテレ東） - 主婦 役

#### CM
- どこでもドアホン（パナソニック）
- ALTO　『SKIP!積荷篇』　（スズキ　2005年）

#### 映画
- ZONE2 種蒔く人（2004年） - 優香役
- 君と過ごす（2005年） - 中本看護士役
- ノロイ（2005年） - キャスター役
- 暗いところで待ち合わせ（2006年）
- けの汁（つがる市フィルムコミッション、ザフール　2011年） - 千恵役